# Goldsmith Bailey
Goldsmith Fox Bailey (* 17. Juli 1823 in Westmoreland, Cheshire County, New Hampshire; † 8. Mai 1862 in Fitchburg, Massachusetts) war ein US-amerikanischer Politiker. In den Jahren 1861 und 1862 vertrat er den Bundesstaat Massachusetts im US-Repräsentantenhaus.

## Werdegang
Goldsmith Bailey besuchte die öffentlichen Schulen in Fitchburg. Danach stieg er in das Zeitungsgeschäft ein. Nach einem Jurastudium und seiner 1848 erfolgten Zulassung als Rechtsanwalt begann er in Fitchburg in diesem Beruf zu arbeiten. Von 1849 bis 1854 gehörte er dem dortigen Schulausschuss an. Von 1851 bis 1853 war er auch Posthalter in Fitchburg. Politisch schloss er sich der 1854 gegründeten Republikanischen Partei an. Im Jahr 1857 war er Abgeordneter im Repräsentantenhaus von Massachusetts; von 1858 bis 1860 gehörte er dem Staatssenat an.
Bei den Kongresswahlen des Jahres 1860 wurde Bailey im neunten Wahlbezirk von Massachusetts in das US-Repräsentantenhaus in Washington, D.C. gewählt, wo er am 4. März 1861 die Nachfolge von Eli Thayer antrat. Er konnte dieses Mandat bis zu seinem Tod am 8. Mai 1862 ausüben. Seine gesamte Zeit als Kongressabgeordneter war von seiner Tuberkuloseerkrankung überschattet, an der er dann auch starb. Ansonsten war diese Zeit von den Ereignissen des Bürgerkrieges geprägt. Bei der nach seinem Tod erfolgten Nachwahl wurde sein Parteikollege Amasa Walker als sein Nachfolger in den Kongress gewählt.